# Pavle Garov
Pavle Garov (Belgrado, 26 agosto 1939) è un ex calciatore jugoslavo, di ruolo difensore.

## Carriera
Garov inizia la carriera nell'Hajduk Spalato, esordendo nella massima serie nella vittoria esterna per 3-1 del 3 marzo 1957 contro il Velež Mostar, valida per la Prva Liga 1956-1957. Nella sua militanza con l'Hajduk ottiene due terzi posti in campionato oltre a giocare la finale della Kup Maršala Tita 1962-1963, persa contro la Dinamo Zagabria.
Nell'intera militanza con l'Hajduk, Garov ha giocato in tutte le competizioni ufficiali 129 incontri, segnando 11 reti.
Nella stagione 1965-1966 passa al Trešnjevka, con cui retrocede in cadetteria al termine del torneo.
Garov rimane a giocare nella massima serie, trasferendosi al NK Zagabria, militandovi per due stagioni.
Nel 1968 viene ingaggiato dagli statunitensi del Houston Stars, impegnati nella neonata North American Soccer League. Con gli Stars ottenne il secondo posto della Gulf Division della NASL 1968, non riuscendo ad accedere alla fase finale del torneo.
La stagione seguente passa ai Dallas Tornado, militando per altre due stagioni nella NASL, senza ottenere risultati di rilievo.